# Distretto di Šu
Il distretto di Šu (in kazako Шу ауданы?, Shý aýdany) è un distretto (audan) del Kazakistan con  capoluogo Töle Bi.